# 종정자설
종정자설(宗正子泄, ? ~ ?)은 전한 말기의 관료로, 경조윤 장안현 사람이다.

## 행적
영시 2년(기원전 15년), 신도태수에서 경조윤으로 승진하였으나 2년 후 하남태수로 좌천되었다.

## 출전
- 반고, 《한서》 권19하 백관공경표 下

| 전임 적방진 | 전한의 경조윤 기원전 15년 ~ 기원전 13년 | 후임 하무 |